# Hyllisia truncata
Hyllisia truncata là một loài bọ cánh cứng trong họ Cerambycidae.